# 寰宇新聞台
寰宇新聞台（英語：Global News）是台灣亞洲衛星電視旗下的衛星電視新聞頻道。是以國際新聞為主，在印尼雅加達設有媒體辦公室。

## 歷史
1995年，寰宇新聞台開播。
2010年，寰宇新聞台申請移動中華電信MOD頻道位置，並主動取消政論節目，調降國際新聞的比例，該計畫最終以遭到中華民國國家通訊傳播委員會否決。
2017年，寰宇新聞台上架中嘉網路系統台，寰宇電視台定在208台。
2018年，寰宇新聞台從網路電視上架凱擘等系統台，寰宇電視台定在222台。
2020年2月1日，中嘉網路將寰宇新聞台原來的第208頻道移至第85頻道。
2020年12月12日，中天新聞台從有線電視頻道下架，52頻道釋出。中嘉網路曾向國家通訊傳播委員會申請由寰宇新聞台暫時替代52頻道，但遭撤回。
2022年12月29日，寰宇看東亞播出最後一集。
2023年1月2日，寰宇全視界播出時段調整為每週二到週六20:55-21:55。
2023年1月7日，看見新東協播出時段調整為每週六19:55-20:55。
2023年4月17日，寰宇全球新聞播出時段調整為每週一至週五16:55-19:55、每週六至週日17:55-19:55播出。
2023年5月8日，談話節目寰宇一把抓由寰宇新聞台灣台改至此頻道每週一到週五21:55-22:55播出。
2023年6月12日，每週一至週五08:55-09:55 新增LIVE時段「寰宇全球早報」。
2024年5月29日，每週一至週五13:55-15:55 新增LIVE時段「寰宇整點新聞」。
2024年7月9日，每週一至週五21:55-23:55 播出東森新聞台「關鍵時刻」（非同步，東森昨日或上週內容）。
2024年8月12日，每週一至週五21:55-23:55 播出新聞，「關鍵時刻」停播。
2024年12月2日，「寰宇全球早報」播出時段調整為每週一至週五早上06:55-09:55。

## 節目
- 寰宇整點新聞
- 寰宇全球新聞（晚間新聞）[a]
- 寰宇全球現場（午間新聞）
- 寰宇全球早報
- 國際快易通
- 寰宇世界通
- 寰宇全視界
- 名人書房（第一季）（2019年）
- 名人書房（第二季）（2020年）
- 名人書房（第三季）（2021年）
- 名人書房（第四季）（2022年）
- 名人書房（第五季）（2023年）

## 現任主播

### 專任主播
| 劉以勤 | 劉益如 | 許建國 | 林依伶 |
| 蘇瑋婷 | 葉思敏 | 范益華 | 李佳玲 |
| 黃韻澄 | 林柏樫 | 曹晏郡 | 江皇萱 |
| 張耀中 | 黃筠婷 | 連昭慈 | 吳衣璇 |

### 兼任主播
| 董覲僑 | 白昀霏 |  | 但慶淮 |
| 謝忠岳 | 林立庭 |  |        |

### 氣象主播
|        | 白昀霏 | 江皇萱 | 黃筠婷 |
| 張耀中 | 連昭慈 |        |        |

## 主持人
| 主持人 | 節目名稱   |
| ------ | ---------- |
| 何戎   | 寰宇全視界 |
| 葉思敏 | 環球大戰線 |

## 前任主播、主持人
- 蔡季伶
- 黃若薇（現任1111人力銀行發言人、公關）
- 黃品親
- 范琪斐
- 何姍蓉
- 王晴蒂
- 岑永康
- 王鈺婷（現任鏡電視新聞台《1900晚間新聞》、《夜間新聞》主播、氣象主播）
- 門宥辰（轉任寰宇新聞台駐新加坡記者）
- 朱琦郁
- 林宜融
- （現任中天新聞台主播）
- （現任東森新聞台國際中心記者兼任主播）
- 孫怡琳（現任中天新聞台主播、氣象主播）
- 張炤和（現任東森新聞台《關鍵時刻》主持人）
- 楊沚豫（現任三立iNEWS記者兼任主播）
- 葉玉娜（現任TVBS新聞台記者）
- 徐立珊
- 陳品榛（現任壹電視新聞台記者兼任主播、氣象主播）
- 丁士芬（現任東森財經新聞台主播、《股動錢潮》主持人）
- 邱琬婷

## 外部連結
- 寰宇新聞網 （页面存档备份，存于）
- 亞洲衛星電視 寰宇新聞台頻道首頁 （页面存档备份，存于）
- 501 寰宇新聞台 - 中華電信 MOD 網站 （页面存档备份，存于）
- 寰宇新聞的Facebook專頁
- YouTube上的寰宇新聞頻道